# 柴田友厚
柴田 友厚（しばた ともあつ、1959年 - ）は、日本の経営学者。専門は経営戦略論、イノベーションマネジメント。東北大学名誉教授。

## 経歴
福岡県出身
（北海道生まれ）。1977年福岡県立修猷館高等学校を経て、1983年京都大学理学部を卒業。
1983年ファナックに入社。1994年笹川平和財団に転じ、1998年筑波大学大学院経営政策科学研究科を修了（経営学修士（MBA））、2001年東京大学大学院先端学際工学博士課程を修了（博士（学術））。
2004年香川大学大学院地域マネジメント研究科教授に就任。2011年東北大学大学院経済学研究科教授に就任。その間、2017年から仏レンヌ第1大学経営大学院日仏経営センター訪問教授も務め、2020年学習院大学国際社会科学部教授に就任。
企業の経営戦略や技術経営戦略、イノベーション戦略、特に、同じ市場環境変化に直面しても、企業の栄枯盛衰がなぜ分岐するのかというメカニズムの解明を、企業現場の様々なフィールドワークを通して研究している。

## 主な著書
- 『モジュール・ダイナミクス：イノベーションに潜む法則性の探求』（白桃書房、2008年）
- 『日本企業のすり合わせ能力：モジュール化を超えて』（NTT出版、2012年）
- 『イノベーションの法則性：成功体験の過剰適応を超えて』（中央経済社、2015年）
- 『日本のものづくりを支えたファナックとインテルの戦略：「工作機械産業」50年の革新史』（光文社、2019年）
- 『IoTと日本のアーキテクチャー戦略』（光文社、2022年）